# Colossal Cave Adventure
Colossal Cave Adventure (conosciuta anche come ADVENT, Colossal Cave, Adventure, Original Adventure) è la prima avventura testuale della storia, originariamente creata da Will Crowther, programmatore e speleologo dilettante, marito della famosa esploratrice Pat Crowther, che ricreò nel gioco parte della topografia della Mammoth Cave (in particolare delle sezioni Colossal e dell'entrata Bedquilt) in Kentucky.

## Trama
Il giocatore controlla un esploratore solitario che si inoltra in un'enorme caverna, dove si dice che si possano trovare dei tesori, ma alcuni che hanno osato entrare non hanno più fatto ritorno. L'esploratore inizia all'aperto, di fronte a una casa di campagna contenente diversi oggetti utili, e deve trovare l'ingresso della caverna, recuperare più tesori possibile e infine riuscire a uscire dalla caverna.

## Versioni
La prima versione di Adventure è stata scritta da Crowther su un PDP-10 in linguaggio FORTRAN. Il codice sorgente originale era lungo circa 700 linee ed occupava 60K word (circa 300kB) di memoria, su un totale disponibile di 128K word.
La versione più nota del gioco è quella espansa da Don Woods, uno studente della Stanford University che lo scoprì per caso. Woods, da amante dei lavori di Tolkien, aggiunse diversi elementi fantasy come elfi e troll, oltre che un sistema di punteggio.